# 特立尼達盲蛇
特立尼達盲蛇属（學名：Typhlophis）是蛇亞目異盾盲蛇科下的一個單型蛇屬，專為葉鱗特立尼達盲蛇（T. squamosus）這個品種而設立，這個蛇種主要分布於南美洲的大西洋海岸地區，包括巴西、圭亞那、帕拉等地。目前未有任何亞種。

## 地理分布
特立尼達盲蛇主要分布於南美洲的大西洋海岸地區，包括圭亞那、蘇利南、法屬圭亞那，甚至遠及巴西、帕拉等地。牠們亦同時出沒於千里達島。標本產地為法屬圭亞那境內的卡宴。

## 備註
1. 1 2  McDiarmid RW、Campbell JA、Touré T：《Snake Species of the World: A Taxonomic and Geographic Reference, vol. 1》頁511，Herpetologists' League，1999年。ISBN 1-893777-00-6
2. ↑  . ITIS. 2007  [29 August, 2007].

## 外部連結
- （英文）TIGR爬蟲類資料庫：葉鱗特立尼達盲蛇